# Faktor vpliva
Faktor vpliva (bolj znan pod angleškim izrazom impact factor in kratico IF) je mera, ki opisuje, kolikokrat so članki, objavljeni v znanstvenih revijah na področjih naravoslovja in družboslovja, citirani. V znanosti se faktor vpliva splošno uporablja kot objektivno merilo ugleda oz. pomembnosti znanstvenih revij, s tem pa tudi raziskovalcev, ki v teh revijah objavljajo. IF od leta 2016 računa podjetje Clarivate Analytics. Indeksiranih je okrog 11.000 revij, ki jim podjetje izračuna faktor vpliva enkrat letno. Rezultati so objavljeni v publikaciji Journal Citation Reports (JCR) in proti plačilu na voljo v spletni bazi ISI Web of Knowledge.
Faktor vpliva revije za vsako leto se izračuna kot razmerje med številom citatov člankov v tej in drugih indeksiranih revijah za dve leti prej ter številom vseh člankov v reviji v tem obdobju, ki se jih v znanosti citira (torej recimo brez uvodnikov in pisem uredniku). Vrednost je tako povprečje citatov na članek v tej reviji za zadnji dve leti. Glede na to, da se faktor vpliva nanaša na določeno obdobje, je možno računati faktor za poljubno časovno obdobje. Uporaben je tudi za primerjavo revij znotraj ožjega področja znanosti, saj so revije klasificirane po področjih.
Za uporabnike iz Slovenije so podatki o faktorju vpliva na voljo prek sistema COBISS. IF je med drugim eno od meril znanstvene in strokovne uspešnosti raziskovalcev ter raziskovalnih skupin po metodologiji Javne agencije za raziskovalno dejavnost Republike Slovenije.

## Problematika
Kljub široki uporabi te mere za vrednotenje znanstvenih prispevkov obstaja več pomislekov o njeni uporabnosti v ta namen in možnosti manipulacije rezultatov. Glavni so metodološki - IF je močno odvisen od znanstvenega področja, saj se dinamika citiranja med področji razlikuje. Tako je uporaben le za primerjavo revij znotraj področja. Kot aritmetična sredina števila citatov na članek ne odraža dejanske porazdelitve citiranosti posameznih člankov - v določeni reviji manjši del člankov prispeva največji delež k citiranosti, zato je njihov vpliv v znanstveni skupnosti podcenjen, vpliv preostale večine pa precenjen.
Revija lahko z uredniško politiko umetno viša svoj faktor vpliva, npr. s spreminjanjem deleža prispevkov, ki jih je možno citirati (to je predmet dogovora z ISI) ali tako, da avtorje novih prispevkov spodbuja k citiranju starejših prispevkov v tej reviji. Kljub temu, da namen take prakse ni nujno manipulacija, je lahko rezultat sprememba IF za več 100 %.
Zaradi teh omejitev Evropsko združenje znanstvenih urednikov odsvetuje uporabo IF za vrednotenje raziskovalcev, raziskovalnih projektov in raziskovalnih skupin. V ta namen obstajajo indeksi, ki merijo citiranost na ravni posameznih raziskovalcev oz. njihovih del. Eden takih je h-indeks.